# 闇貸師
『闇貸師 〜喜三郎手控〜』（やみがし 〜きさぶろうてびかえ〜）は、原作：向谷匡史、作画：神田たけ志による日本の時代劇漫画作品。『漫画サンデー』（実業之日本社）で連載された。全22話。
この作品は、向谷匡史の『江戸の闇鴉』と『江戸の闇鴉 検校の首』を原作としており、金貸しを中心にして江戸の闇に蠢く悪漢達を描いている。松平定信が老中に就任し寛政の改革に着手したころの江戸時代を舞台にしており、物語の前半では生活に行き詰まり借金を重ねる旗本達が、後半では棄捐令が発令され、かつての勢いをなくした札差に代って台頭した座頭金とそれを束ねる検校たちが描かれている。

## 登場人物
喜三郎（きさぶろう）
本作の主人公。10日で1割の利息の高利貸しを営む。表稼業は「喜三床（きさどこ）」という店で髪結をしている。「喜三床」は、店の軒下に「びらびら簪」を飾っているところから、地元の深川では「びら床」とも呼ばれている。
幼少期に親に棄てられ、真快和尚の下で暮らしていた。11歳で呉服屋に奉公に上がったが、3年でそこを飛び出し、地獄組に入ってやくざ者となる。背中に阿弥陀如来の彫り物をしている。
母親はさる旗本屋敷の端女で、主人に犯されて産まれたのが喜三郎だった。
真快和尚（しんかいおしょう）
谷中の浄土真宗高称寺の和尚。何人もの孤児を引き取って育てており、喜三郎も子供のころに養われていた。
おさよ
高称寺で暮らす娘。母親が首をくくり、泣いていたおさよを喜三郎が高称寺に連れて行き、以来ここで暮らすことになった。
お篠（おしの）
元深川芸者で、当時は駒吉と名乗っていた。落籍した旦那が死んだ後、居酒屋「酒処駒吉」を開業する。
阿形 隆之介
浪人。元は西国某藩の家臣で、主家が取りつぶしにあった後は江戸に出て蔵宿師になった。棄捐令の発令によって蔵宿師を廃業した後は、"よろず相談引受人"という揉め事を始末する稼業を始める。雇い主は大店の主から旗本・検校・ヤクザと多様。

### 町奉行所
坂部 十蔵（さかべ じゅうぞう）
南町奉行所の定町廻り同心。
大岡 主悦（おおおか ちから）
南町奉行。
仙蔵（せんぞう）
岡っ引。

### 金貸し
吉野家金兵衛（よしのや きんべえ）
浅草蔵前の札差会頭。喜三郎の金主で、他にも何人かの高利貸しに資金を貸し付けている。
三橋検校（みつはしけんぎょう）
座頭金の金主となる事で大金を儲けている検校。
お喜和
三橋検校の妾。検校の云いつけで深川大和町の仕舞屋で旗本相手の闇貸をする。
増蔵（ますぞう）
札差・辰巳屋の元番頭。店が破産した後、三橋検校の下で働く。
辰五郎（たつごろう）
闇金を営む極楽一家の頭目。
猪吉
極楽一家の代貸。

### 旗本
難波 市之進（なんば いちのしん）
安倍川町に居住する旗本。
美佐江（みさえ）
難波市之進の妻。
袴田 左内（はかまだ さない）
難波市之進の義兄（美佐江は左内の妻の妹）。3000石の旗本で書院番頭。
高塚 慎之介（たかつか しんのすけ）
神田昌平橋に住む小普請差配の旗本。難波の剣術の同門。娘の祝言を控えて金に困り、喜三郎に借金をする。
脇田 秀次郎（わきた ひでじろう）
小普請組差配の旗本。労咳に罹った病身の妻のため多額の借金をする。

### その他
与一郎（よいちろう）
小間物問屋の跡取り息子。喜三床の常連客。
房総屋仙右衛門
干鰯問屋。お篠を落籍した旦那。
井上 総十郎（いのうえ そうじゅうろう）
浪人。難波に雇われた蔵宿師。
権三
地獄組の頭目。
仙太（せんた）
地獄組のヤクザ。
京介（きょうすけ）
売り出し中の役者。美佐江の愛人。

## 書誌情報
- 向谷匡史（原作）、神田たけ志 (作画)  『闇貸師 喜三郎手控』 小池書院〈キングシリーズ 漫画スーパーワイド〉 全1巻
  1. 2009年12月発売 ISBN 978-4-86225-571-6